# Castelo de Zvolen

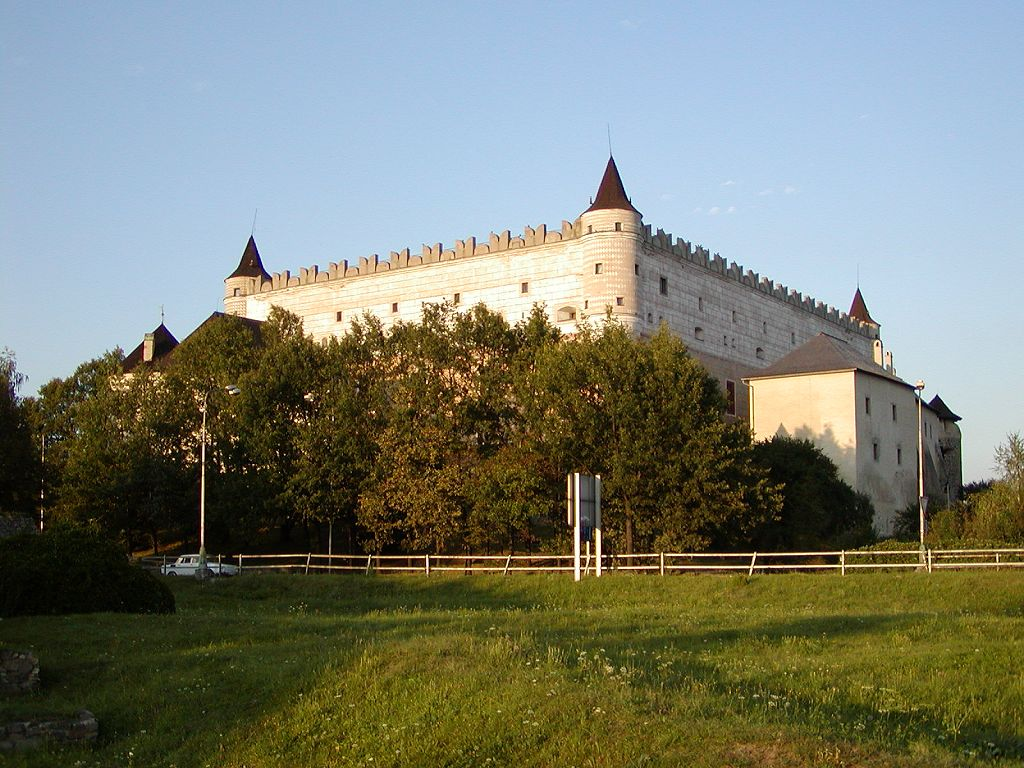
O castelo de Zvolen

O Castelo de Zvolen (em eslovaco, Zvolenský zámok) é um castelo medieval localizado em uma colina, próximo do centro de Zvolen, na Eslováquia.

## História
O primeiro castelo que a região de Zvolen teve foi o Pustý hrad (literalmente "castelo desertado"), construído no século XII e localizado em uma falésia perto da confluência entre os rios Slatina e Hron. Porém, devido ao difícil acesso, decidiu-se construir um novo castelo em Zvolen, por ordens de Luís, o Grande, que também desejava uma residência de caça. A futura rainha reinante Maria da Hungria e o imperador Sigismundo realizaram seu casamento aqui, em 1385.
A arquitetura gótica do novo castelo, construído entre 1360 e 1382, foi inspirada pelos castelos italianos. Em 1548, houve uma reconstrução em estilo renascentista. A última grande reconstrução ocorreu em 1784, quando a capela foi reerguida em estilo barroco.
O castelo de Zvolen abriga um ramo regional da Galeria Nacional Eslovaca com uma exposição de obras de velhos mestres europeus, tais como Rubens, Veronese e William Hogarth. Há também uma popular casa de chá localizada no castelo.